# Francão I de Narbona
Francão (I) (em latim: Franco; em catalão: Francó) é o terceiro vidama de Narbona, cujo nome é conhecido e a existência não é duvidosa. Segundo a Grande Enciclopédia Catalã, os vidamas anteriores cujos nomes são registrados foram Ermenarda e Ausento, que teriam sido registrados em 836, mas outras reconstruções assumem que antes dele quem assumiu o posto foi Estêvão. Seu registro ocorre em setembro de 852, quando acompanhou o conde Udalrico, marquês de Gótia, para Narbona para julgar o caso relativo a uma propriedade.  Serviu ao lado de Alarico. O próximo vidama registrado foi Leudovino. É possível que fosse o pai de Maiol I. Em outras reconstituições, é possivelmente pai ou avô de Francão II.